# Свирка, Юрась
Юра́сь (Юрий Николаевич) Сви́рка (бел. Юрась Свірка; 6 мая 1933 — 31 августа 2010) — белорусский советский поэт. Лауреат литературной премии имени Аркадия Кулешова (1993). Член Союза писателей СССР (1961).

## Биография
Родился в деревне Марговица Бегомльского района Минской области (в настоящее время Докшицкого района Витебской области, Республика Беларусь) в крестьянской семье.
Окончил в 1959 году отделение журналистика филологического факультета Белорусского государственного университета.
Работал в редакциях республиканских газет и журналов, на белорусском радио.
Похоронен 1 сентября 2010 года.

## Творчество
Первые свои стихи поэт опубликовал в 1953 году в газете Пионер Беларуси. Издано 15 поэтических книг.
Известны такие сборники его поэзии, как «Шепчутся ливни» (1959), «Вечность» (1963), «Боровина» (1967), «Кровность» (1971), «Автограф» (1974), «Люблю и верю» (1975), «Памятная верста» (1978), «Биография памяти» (1981), «Ядреность» (1983), «Полушарие синевы» (1986), «Кружка с песчаным дном» (1990).
Лирика Юрася Свирки наполнена чистотой чувств, глубоким философским размышлением над временем. В ней много наблюдательности, нежной любви к родному краю, к неистощимым источникам народной памяти. Поэт гордится героическим народом, Беларусью, верит в Человека и в Правду, в святые человеческие цели. Произведения Юрася Свирки эмоциональны, афористичны, мудры.
Перевёл на белорусский язык отдельные произведения Пушкина, Фета, Тютчева, Пастернака, Твардовского, Тихонова, Брауна, стихи украинских, литовских, молдавских, грузинских, азербайджанских, армянских, узбекских, татарских, осетинских, чувашских поэтов.